# 硫黄島近海地震
硫黄島近海地震（いおうじまきんかいじしん）とは、2000年（平成12年）3月28日20時00分38秒に発生した地震である。M7.9のスラブ内地震であったため、震源から離れた日本海溝沿いでも震度2から震度1の揺れを感じる顕著な異常震域を観測した。

## 概要
この地震は、硫黄島近海を震源とした、Mj7.9、USGSによるMwは7.6と推定されている。この地震は、海洋プレート内で発生したスラブ内地震であった。発震機構は北北東から南南西に張力軸を持つ正断層型とされている。

## その他の硫黄島近海の地震
1934年2月24日にも硫黄島近海の北緯24度08.5分 東経143度25.6分 / 北緯24.1417度 東経143.4267度（深さ41 km）においてM 7.1の地震が発生し、父島と猪苗代で震度1を記録した。